# ليلى في الظلام (فلم)
ليلى في الظلام فيلم مصري من إنتاج عام 1944، بطولة حسين صدقي وليلى مراد وأنور وجدي وأمينة رزق، إخراج توجو مزراحي.

## قصة الفيلم
حسين وليلى أطفال يتعاهدا على الحب، تفرق بينهما الظروف ويلتقيا بعد أن كبرا وتتجدد المشاعر ولكن تتعرض ليلى لحادثة تفقدها بصرها فتقرر التضحية بحبها لكى تجنب حسين الحياة مع ضريرة.

## فريق العمل
- ليلى مراد:ليلى
- حسين صدقي:حسين
- أنور وجدي:سمير
- أمينة رزق:ام ليلى
- حسن فايق:طباخ
- عبد المجيد شكري:أبو حسين
- محمد القصبجي:كفيف
- منسي فهمي:أبو ليلى
- محمود المليجي:طبيب العيون
- رفيعة الشال:أم حسين
- ثريا فخري:الدادة
- سميحة توفيق
- عبد السلام النابلسي
- زكي إبراهيم:الطبيب
- إبراهيم حشمت:الطبيب

## أغاني الفيلم
اشترك في تأليف أغاني الفيلم كلٌ من أحمد رامي، ومأمون الشناوي، وزكي إبراهيم، ولحنها محمد القصبجي.

## روابط خارجية
- مقالات تستعمل روابط فنية بلا صلة مع ويكي بيانات